# 지금은 양지
지금은 양지는 1988년 공개된 대한민국의 영화이며 4년여의 미국 생활을 마치고 돌아온 진유영이 해당 영화로 처음 메가폰을 잡았지만 흥행에 실패하여 3억여원의 빚을 져야 했다.

## 배역
- 천호진 : 만기 역
- 유동근 : 민우 역
- 윤일봉 : 중원 역
- 정혜선 : 나 여사 역
- 윤양하 : 도균 역
- 김형자 : 정옥 역
- 박암 : 나 회장 역
- 전숙 : 부인 역
- 김부선 : 유미 역
- 유기숙 : 혜나 역
- 박성용 : 성용 역
- 김운하 : 김 실장 역
- 나갑성 : 유 전무 역
- 최재성 : 건달 1 역 (특별출연)
- 박중훈 : 건달 2 역 (특별출연)
- 이계인 : 청년 1 역
- 송경철 : 청년 2 역
- 김성찬 : 청년 3 역
- 박윤배 : 거지 역
- 이용식 : 인부 역
- 김보미 : 산모 역
- 장순천 : 젊은 여인 역
- 김일우 : 운전수 역
- 한세훈 : 경찰 역
- 강남길 : 친구 역
- 기주봉 : 친구 역
- 박재호 : 친구 역
- 김병식 : 친구 역
- 양재만 : 친구 역
- 김경응 : 친구 역
- 원종현 : 친구 역
- 죠앤 : 친구 역
- 박선현 : 친구 역
- 정현아 : 친구 역